# Ophiomorus punctatissimus
Espèce
Synonymes
- Anguis punctatissimus Bibron & Bory De St. Vincent, 1833
- Ophiomorus miliaris Duméril & Bibron, 1839

Statut de conservation UICN

 LC  : Préoccupation mineure
Ophiomorus punctatissimus est une espèce de sauriens de la famille des Scincidae.

## Répartition
Cette espèce se rencontre dans le sud de la Grèce et dans le sud-ouest de la Turquie.

## Description
C'est un saurien ovipare.

## Étymologie
Le nom de cette espèce, punctatissimus, vient du superlatif du mot latin punctatum, « le plus ponctué » en référence aux nombreux points sombres de la robe de cet animal.

## Publication originale
- Bibron & Bory de Saint-Vincent, 1833 : Expédition scientifique de Morée, Zoologie Reptiles et poissons. Polypiers. Paris, Strasbourg, F.G. Levrault.